# グルーバー (小惑星)
グルーバー (26355 Grueber) は小惑星帯に位置する小惑星。オーストリアのリンツに近いダヴィドシュラークでエーリッヒ・マイヤーが発見した。
中国からチベットを経てインドを旅して、ヨーロッパにチベットの情報をもたらしたリンツ生まれのイエズス会の宣教師、ヨハン・グリューバーから命名された。